# Bildsøe Nunatak
Bildsøe Nunatak är en nunatak i Grönland (Kungariket Danmark). Den ligger i den nordöstra delen av Grönland, 1 800 km nordost om huvudstaden Nuuk. Toppen på Bildsøe Nunatak är 1 483 meter över havet.
Terrängen runt Bildsøe Nunatak är huvudsakligen platt, men söderut är den kuperad. Bildsøe Nunatak är den högsta punkten i trakten. Trakten runt Bildsøe Nunatak är nära nog obefolkad, med mindre än två invånare per kvadratkilometer. Det finns inga samhällen i närheten. Trakten runt Bildsøe Nunatak är permanent täckt av is och snö.